# Snoopy i Charlie Brown: Peanuts Film
Snoopy i Charlie Brown: Peanuts Film (engl. The Peanuts Movie) animirani je film koji je animiran tehnikom CGI, snimljen prema režiji Stevea Martina iz Blue Sky Studija.

## Glasove posudili
| Ime                        | engleska inačica            | hrvatska inačica    |
| -------------------------- | --------------------------- | ------------------- |
| Charlie Brown              | Noah Schnapp                | Ivan Horak          |
| Lucy Van Pelt              | Hadley Belle Miller         | Paola Popek         |
| Sally Brown                | Mariel Sheets               | Lana Mandić         |
| Linus Van Pelt             | Alex Garfin                 | Roko Cvitaš         |
| Peppermint Patty           | Venus Schultheis            | Katarina Bratulić   |
| Franklin Armstrong         | Marleik Walker              | Jan Begović         |
| Marcie Carlin              | Rebecca Bloom               | Erika Keliš         |
| Patty                      | Anastasia Bredikhina        | Gita Hajdarhodžić   |
| Violet Gray                | Madisyn Shipman             | Dina Tomić          |
| Frieda Rich                | Francesca Angelucci Capaldi | Laura Keliš         |
| Schroeder                  | Noah Johnston               | Tomo Klabučar       |
| Pig-Pen                    | AJ Tecce                    | Samuel Čudina Sever |
| Mala crvenokosa djevojčica | Francesca Angelucci Capaldi | Mei Chalfe          |
| Shermy                     | William Wunsch              | Jan Pentek          |

## Ostali glasovi
- Marko Ožbolt

## Hrvatska sinkronizacija
- Sinkronizacija: Duplicato Media d.o.o.
- Mix studio: Deluxe Media Inc.
- Redatelj dijaloga: Hrvoje Niković
- Prijevod i adaptacija dijaloga: Davor Slamnig